# Oscar Vanden Eynde de Rivieren
Oscar Joannes Henricus Vanden Eynde de Rivieren, écuyer, né le 5 avril 1864 à Aarschot et décédé le 2 février 1950 à Gelrode fut un homme politique flamand, membre du Parti catholique.
Il fut ingénieur agricole (KUL). Il fut élu conseiller communal de Gelrode (1895) et en devint bourgmestre (1896).
Il fut élu conseiller provincial de la province de Brabant (1902-19) et député belge (1919-32). Il est anobli en 1929.

## Seigneurie de Rivieren
Ne doit pas être confondu avec Château de Rivieren.
Rivieren (fr: rivières) fut une ancienne servitude, qui dépendait du duché de Aarschot. Sa juridiction incluait une partie de la ville de Aarschot et les villages de Langdorp, Betekom et Gelrode.
Le Château Rivieren se trouvait près du Demer (d'où son toponyme) et avait une tour massive, qui exista encore au XIXe siècle. L'histoire locale cite encore souvent la tour de Rivieren.

Lors de la guerre civile de la seconde moitié du XIVe siècle entre patriciens et bourgeois de Louvain, le seigneur de Rivieren choisit le parti des premiers et dut encaisser les attaques contre son château. En 1489, lors de la prise et la mise à sac d'Aarschot, qui avait pris parti pour le duc de Clèves contre l'empereur Maximilien, la tour du château servit de refuge pour la population locale. 

Les premiers propriétaires du château et de la seigneurie de Rivieren descendaient des anciens comtes d'Aarschot. Charles d'Aerschot fut le premier seigneur de Rivieren. Un de ses successeurs vendit le château afin de participer à la deuxième croisade. Parmi les propriétaires successifs, citons les seigneurs de Linter, de Diest, la famille de Kersbeke, Lamoral de Sainte-Aldegonde, le comte de Hers, le seigneur de Hoorne, les seigneurs Blanche, Snellinckx et Oniatty. À la famille Rubens succéda Charles Diricx de Bretel, éc., secrétaire de S.M. l'Impératrice Marie-Thérèse (21 mars 1761; prix : 25 410 florins). Suivent alors le baron Tahon de la Motte et le baron Surmont de Volksberghe, qui lègue en 1877 château et propriétés à Oscar Vanden Eynde de Rivieren. L'ancien château fut démoli en 1869 par le baron Surmont de Volksberghe, qui y construisit un petit pavillon de chasse, autour duquel Oscar Vanden Eynde construisit l'actuel château.

## Généalogie
- Il est le fils de Auguste-Désiré et Léonie Dauw.
- Il épousa en 1889 Marguerite Van der Belen (1868-1950);
- Ils eurent 3 enfants: Jules, éc. (1891-1975), Jacqueline (1898-?), Françoise (1908-?)